# Club Bàsquet Olot
El Club Bàsquet Olot (abreujat CB Olot) és una entitat esportiva de la ciutat gironina d'Olot, a Catalunya, dedicada a la pràctica del bàsquet. Des de 2020 el seu president és Miquel Palma, qui substitueix l'anterior presidenta, Gemma Prat.

## Història
El Club Bàsquet Olot es va fundar l'any 1972, igual que els clubs de bàsquet de la ciutat d'Olot del Centre Catòlic, l'Orfeó Popular Olot o el SEPO. El primer president del club va ser Jaume Turró. L'Escola Pia d'Olot va cedir les seves instal·lacions al CB Olot perquè se celebressin partits, entrenaments i altres actes, que es van utilitzar durant 6 anys jugant. La federació gironina va celebrar el naixement del nou club amb un torneig a les pistes de l'Escola Pia. Entre els equips estaven el CB Blanes, el CB Adepaf de Figueres i el mateix CB Olot. El 13 de desembre de 1997 es va celebrar el 25 aniversari de la fundació del club. I durant el 2022 se celebra el 50è aniversari de la institució, que ha presentat una renovació d'imatge amb motiu de l'efemèride
Al llarg de la seva història, el CB Olot ha utilitzat els Patis de l'Escola Pia d'Olot (1972-1978) i el Pavelló Municipal d'Esports d'Olot (1978-Present), que comparteix amb altres clubs com el Club Patinatge Artístic Olot o el Club Patí Hoquei Olot. Van ser inaugurats l'any 1978 amb un partit entre l'FC Barcelona i una selecció catalana de jugadors de primera divisió, la majoria de la Penya.